# W32S
W32S（だぶりゅーさんにーえす）は、ソニー・エリクソン・モバイルコミュニケーションズ（現・ソニーモバイルコミュニケーションズ）によって開発された、auのCDMA 1X WINの携帯電話端末である。

## 特徴
CDMA 1X WIN端末としてはW32HとともにEZ FeliCa、au ICカード対応機種第1号として発売された端末で、初めて「着せ替え」に対応した。Style-Upパネルを取付・交換することで、外観を変えることが出来る。
その反面、音楽は着うたフルのみの対応となっており、W31Sで対応したATRACには対応していない。
W32Hと異なり、FeliCaチップがディスプレイ側に装備されている。（後継のW41Sも同様。ただし、W43Sからは本体側に移動した。なおW42SはFeliCaを搭載していない。）

## 対応サービス・機能
- EZ「着うたフル」
- EZ・FM
- EZ FeliCa
- EZナビウォーク
- EZチャンネル
- 安心ナビ
- 赤外線通信（TVリモコン対応）

## 不具合
2007年3月27日に以下の不具合の修正がケータイアップデートにより行われた。
- EZサービスの初期設定に失敗し、Eメールを受信できない場合がある。
- メモリースティック Duo内のムービーを再生するとキー操作ができなくなり、電源がリセットする場合がある。